# Bas-Hauenstein
Pour les articles homonymes, voir Hauenstein.
Le Bas-Hauenstein (en allemand Unterer Hauenstein) est un col situé dans le massif du Jura, en Suisse.
Situé à une altitude de 690 mètres, il marque la frontière entre les cantons de Bâle-Campagne et de Soleure et relie Liestal et Olten.

## Histoire
Le col semble avoir été utilisé depuis l'époque romaine, voire auparavant. Si aucune route n'y est alors construite, un passage existe qui permet de relier Augusta Raurica. C'est le camp fortifié d'Olten qui est alors chargé de la surveillance du passage de l'Aar ainsi que du col.
Lors de l'aménagement des gorges des Schöllenen au XIIIe siècle, le col est utilisé par la route qui relie l'Alsace à l'Italie du Nord en passant par le massif du Saint-Gothard et Lucerne. La portion du col de cette route n'est carrossable que depuis le XVe siècle et améliorée à plusieurs reprises, particulièrement entre 1740 et 1748. C'est également à cette époque que les villes de Soleure (pour le flanc sud) et Bâle (pour le flanc nord) obtiennent les droits de douane sur le col.
Une nouvelle route est construite entre 1827 et 1829, suivie par deux tunnels ferroviaires, le premier entre Trimbach et Läufelfingen en 1857 et le second, un tunnel de base de 8 134 m de long, entre 1912 et 1915. Le trafic sur le col diminue lors de l'inauguration de ces lignes de chemin de fer avant d'augmenter à nouveau au cours du XXe siècle.